# جون ايزنهاور
جون ايزنهاور (بالإنجليزية: John Eisenhower)‏ (و. 1922 – 2013 م) هو دبلوماسي، ومؤرخ عسكري، وكاتب عمومي، وكاتب من الولايات المتحدة الأمريكية ولد في دنفر، كولورادو.
وهو عضو في الحزب الجمهوري.

## التعليم
تعلم في الأكاديمية العسكرية الأمريكية، وجامعة كولومبيا.

## روابط خارجية
- جون ايزنهاور على موقع IMDb (الإنجليزية)
- جون ايزنهاور على موقع مونزينجر (الألمانية)